# Ptilium horioni
Ptilium horioni är en skalbaggsart som beskrevs av Rosskothen 1934. Ptilium horioni ingår i släktet Ptilium, och familjen fjädervingar. Arten är reproducerande i Sverige.